# Wollmatingen
Wollmatingen ist eine ehemals selbstständige Gemeinde, die mittlerweile als Ortsteil zur Stadt Konstanz im baden-württembergischen Landkreis Konstanz gehört.

## Geographie
Zum Gebiet der früheren Gemeinde in der Nähe des Bodensees gehört auch das Naturschutzgebiet Wollmatinger Ried, einschließlich der ufernahen Inseln Triboldingerbohl (Langenrain) und Mittler oder Langbohl.

## Geschichte
Im Gewann „Langenrain“, an der Mündung des Seerheins in den Untersee, fanden sich prähistorische Pfahlbauten. Die Fundstelle ist seit 2011 Bestandteil des UNESCO-Weltkulturerbes Prähistorische Pfahlbauten um die Alpen. Des Weiteren wurde 1883 eine römische Siedlungsstelle entdeckt.
Der heutige Ort dürfte im 7. Jahrhundert entstanden sein. Dafür sprechen Ausgrabungen in der Gemarkung. Karl Martell überließ den Ort 724 dem Kloster Reichenau. Im Spannungsfeld des bedeutenden Klosters, der Bischofs- und Reichsstadt Konstanz und der Kommende Mainau des Deutschen Ordens konnte das Dorf keine Eigengeschichte entwickeln. Ab 1200 ist es als St. Martin-Pfarrei verzeichnet. Land- und Forstwirtschaft, Weinbau und Torfstecherei ernährten die Bürger über Jahrhunderte. Gegen 1840 setzte die Industrialisierung ein, zuerst in der Textilbranche, später durch Chemie und Elektronik ergänzt. Als Wollmatingen 1934 von Konstanz eingemeindet wurde, verdoppelte sich die Grundfläche der Stadt. In Wollmatingen lebten im Jahr 2014 rund 6600 Einwohner.

## Wappen
Das Wappen der ehemals selbstständigen Gemeinde Wollmatingen zeigt in Silber ein rotes Kreuz, belegt mit einem goldenen Herzschild, darin das schwarze Dorfzeichen (ein Doppelkreuz, dessen gesparrter Fuß beidseits geschweift ist und kreuzförmig ausläuft).

## Kultur und Sehenswürdigkeiten

### Bauwerke

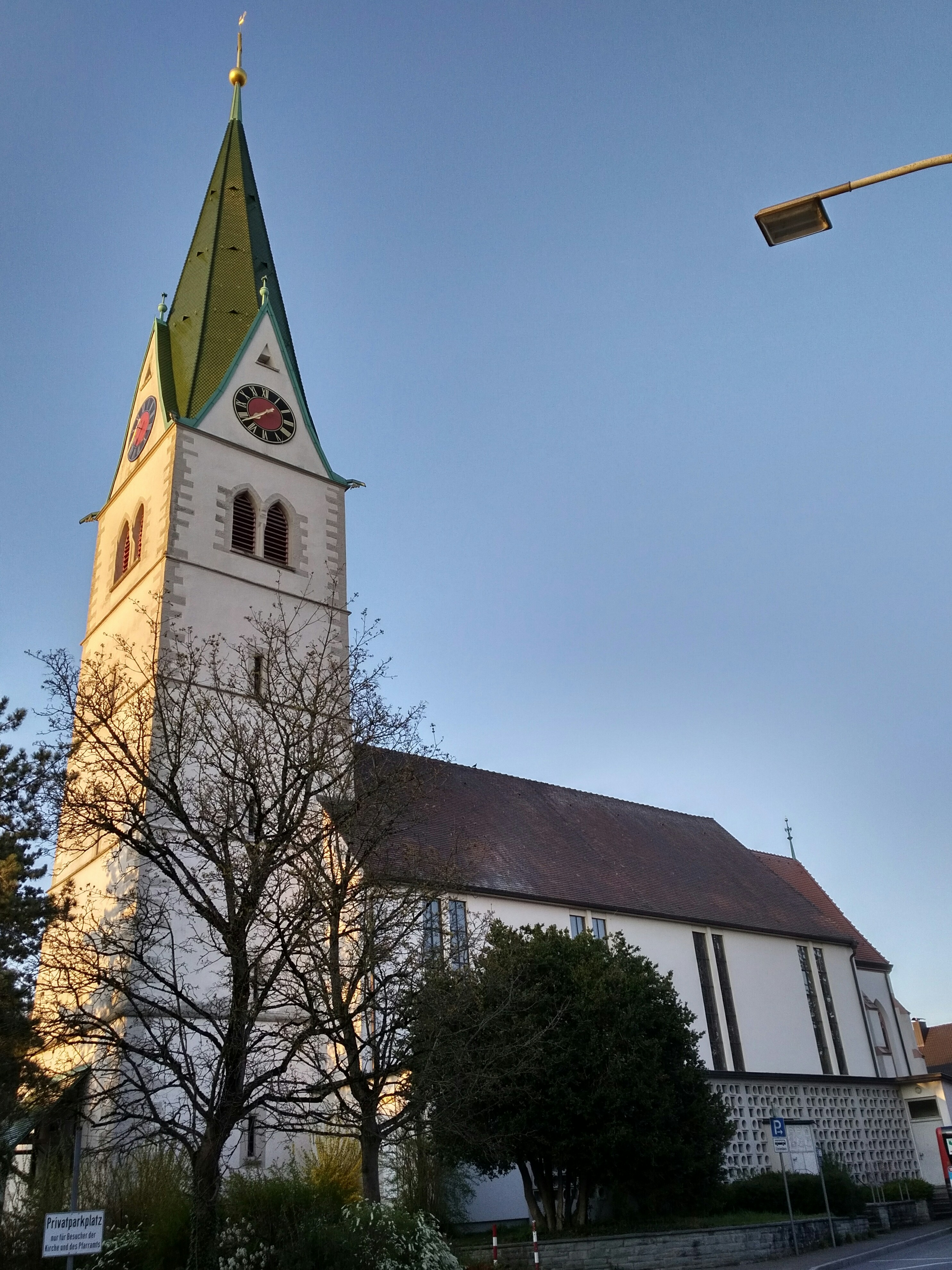
Katholische Kirche St. Martin

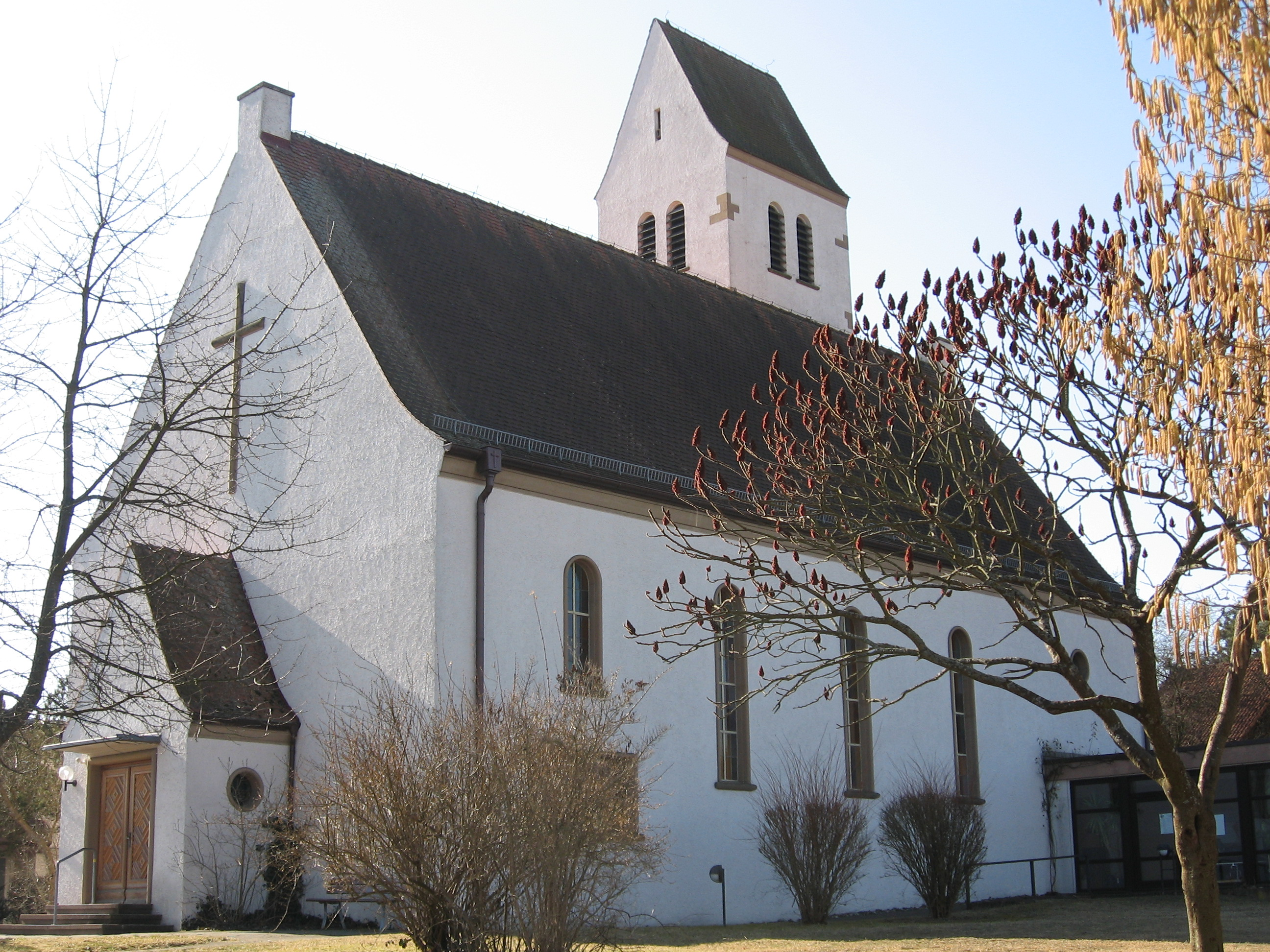
Evangelische Christuskirche zu Wollmatingen

- Katholische Kirche St. Martin (1472; 1960/1961)
- Kaplanei Wollmatingen (1412; 1700; 1982)
- Evangelische Christuskirche (1933; 2004)
- Wollmatinger Feldkapelle, Litzelstetter Straße, Tafelgemälde Karfreitag von 1496, 2011 entdeckt und freigelegt

### Sehenswürdigkeiten
- Wollmatinger Ried, Naturschutzgebiet, dort auch eine Fundstelle prähistorischer Pfahlbauten[6]

## Wirtschaft und Infrastruktur

### Ansässige Unternehmen
Der Ortsteil ist Sitz einiger Pharma-Betriebe.

### Verkehr
Konstanz-Wollmatingen ist der Name des Haltepunktes an der Hochrheinbahn. Die hauptsächliche Erschließung im öffentlichen Nahverkehr erfolgt durch mehrere Linien des Konstanzer Stadtbusses. Außerdem gibt es eine Buslinie auf die Insel Reichenau.

## Persönlichkeiten

### Ehrenbürger
- Benedikt Bauer (1847–1928), Pfarrer, Dekan, Literat und Sozialpolitiker, errichtete 1906 im heutigen Lokal am Fürstenberg den ersten Kindergarten, dazu veranlasste er Koch- und Nähschulen für die von der damaligen Gesellschaft benachteiligten Frauen. Er verfasste touristische und religiöse Bücher, begründete eine Stiftung für begabte Schüler und Hinterbliebene von Kriegsopfern.[7]
- Adolf Kenner (1861–1936), Bürgermeister mit 30 Jahren Amtszeit, Vorsitzender des Musik- sowie Gesangvereins. Gemeinsam mit Pfarrer Bauer rettete er die Kirche St. Martin vor dem Zerfall.[7]

### Söhne und Töchter des Ortes
- Maria Gertrud Wieler (1735–1806), Priorin der Klöster Libingen und St. Gallenberg
- Thomas Sättele (1808–1880), Lehrer, Bürgermeister und Freiheitskämpfer im Rahmen der Badischen Revolution[8]
- Emil Stadelhofer (1872–1961), Bildhauer[9]
- Adolf Greis (1921–2004), Kunstmaler